# 孤單一吻
《孤單一吻》是香港搖滾樂隊Beyond發行第一张單曲，《孤單一吻》把別具西班牙Famenco的風情的歌曲，抽取用單曲發行，炮製一個Noon-D Mix，開宗名義討喜當時的年輕人Noon Disco市場，收錄於《亞拉伯跳舞女郎》。

## 曲目
1. 孤單一吻（單曲混音版）
2. 孤單一吻（Noon-D Mix）
3. 無聲的告別（單曲混音版）

## 外部連結
- 孤單一吻（页面存档备份，存于）